# Porta Esquilina
La Porta Esquilina, anche detta arco di Gallieno, è una porta cittadina  monumentale nelle mura serviane di Roma, che si trova nel Rione Esquilino.

## Storia

### Periodo repubblicano

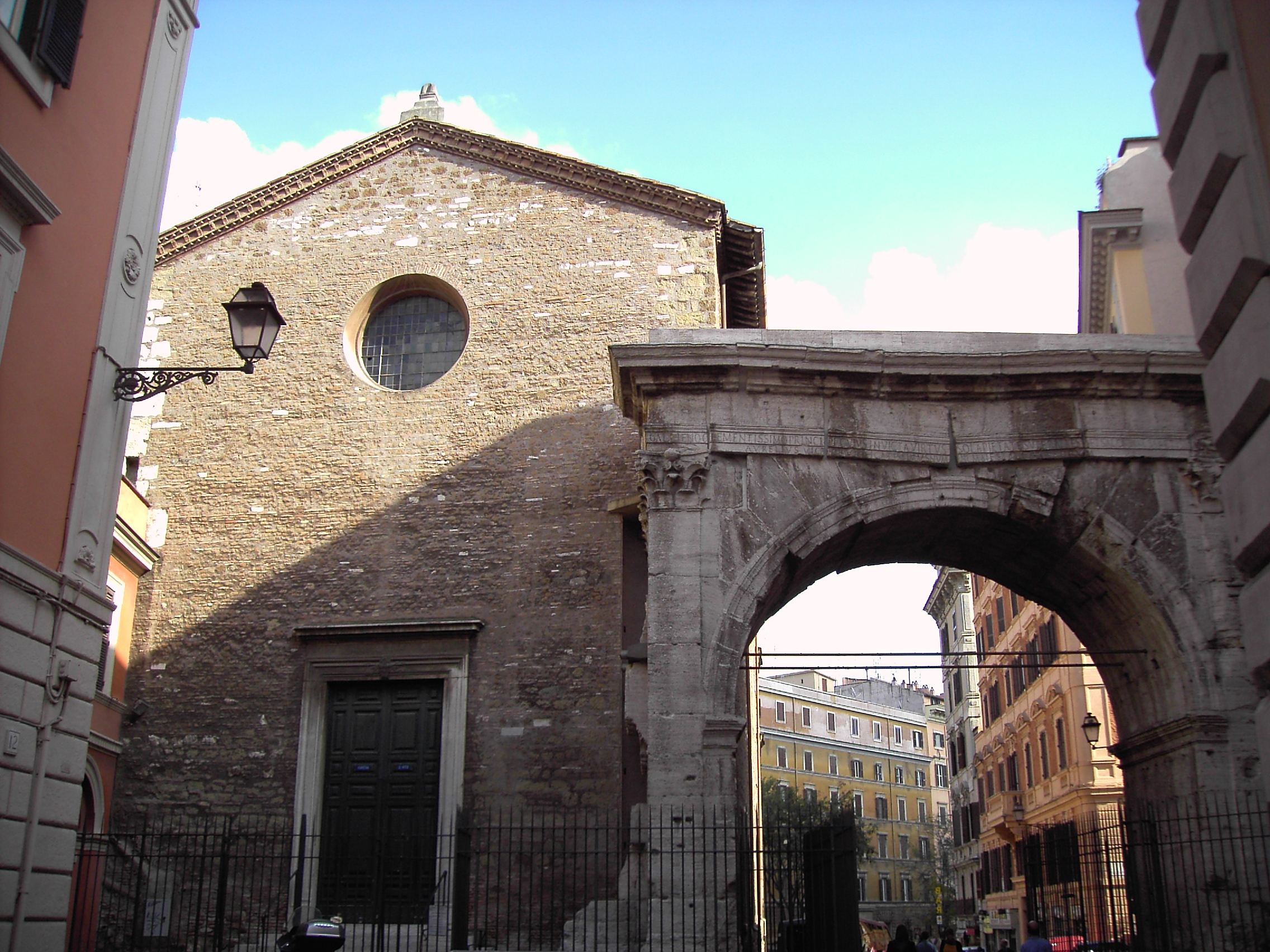
L'arco si addossa ora alla chiesa dei Santi Vito e Modesto

Risale al periodo più antico della città di Roma, quando l'agglomerato urbano creatosi originariamente dallo stanziamento dei popoli latini sul Palatino si espanse tra l'VIII e il VI secolo a.C. verso il Quirinale a nord, il Viminale e l'Esquilino a nord-est ed il Celio ad est, realizzando la fusione con i Sabini che già da un paio di secoli occupavano questa zona.
Fa quindi parte della prima antichissima cinta muraria della città, quella serviana del VI secolo a.C., ricostruita saxo quadrato nel 378 a.C. dopo il saccheggio di Roma da parte dei Galli (390 a.C.) La sua edificazione sembra infatti si possa far risalire, insieme alle porte Collina, Viminale e Querquetulana, all'ampliamento della città operato dal re Servio Tullio, che comprese nel territorio dell'Urbe, oltre alle alture parte del Septimontium, anche il Quirinale (Collis Quirinalis), il Viminale, l'Esquilino e il Celio (Querquetulanus, cioè coperto di boschi di querce). Della stessa epoca è ovviamente anche il primo baluardo difensivo che le collegava tra di loro. Del resto tutta la parte nord dell'antica Roma, essendo completamente pianeggiante, era la più esposta e di conseguenza si era dovuto provvedere, fin dai tempi della monarchia, a proteggerla con la massima cura, con la costruzione dell'agger lungo tutto il tratto dei circa 1.300 m dalla Porta Collina all'Esquilina. Sebbene si trovi in una delle zone più pericolosamente esposte dell'intera cinta muraria, tant'è che proprio in quei 1.300 m circa di muro sono stati ritrovati i resti più massicci dell'agger difensivo in realtà, a parte qualche apparizione bellicosa di Volsci ed Equi, la porta non è mai stata associata ad eventi militari di particolare rilevanza.

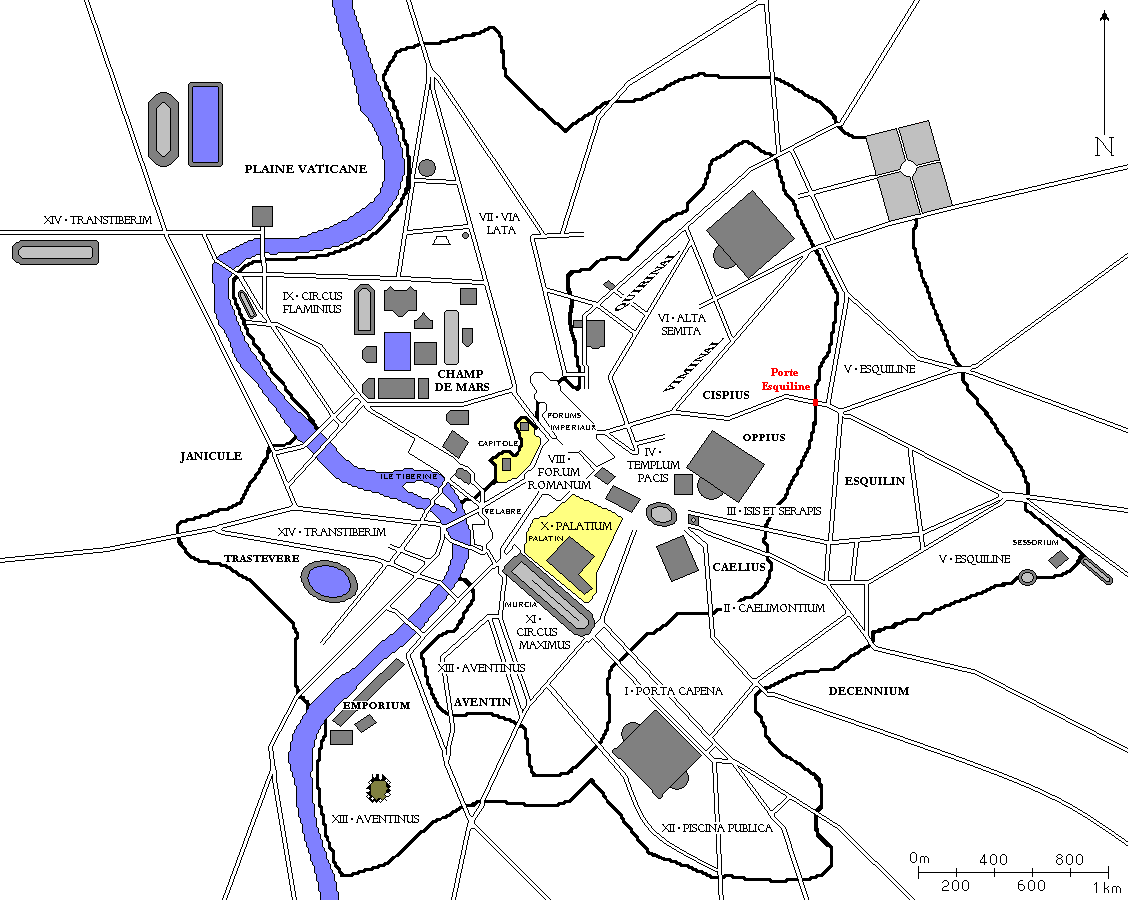
Posizione della Porta

Il nome non è legato ad alcuna etimologia particolare, ma riprende semplicemente la denominazione dell'altura su cui la porta tuttora si apre, sebbene molto diversa da come era in origine. E questo è, secondo gli studiosi, un ulteriore indizio dell'antichità di queste porte. Quelle di epoca successiva, infatti, sono generalmente chiamate con l'aggettivazione derivata dalla monumentalizzazione (templi, altari, ecc.) lì presente, che non può che essere successiva all'inglobamento dell'area nel perimetro urbano.
La tradizione antica lega alla Porta Esquilina l'origine della festa dei Quinquatri minori. Si narra che nonostante l'antico splendore, ad un certo punto l'arte greca dei flautisti decadde e per decreto pubblico venne limitato il numero dei suonatori che potevano partecipare alle cerimonie. I flautisti si autoesiliarono a Tivoli, dove un giorno vennero riuniti tutti per una gran festa, alla fine della quale erano talmente ubriachi che il padrone di casa, non sapendo come liberarsene, li caricò su un carro e li allontanò. Il carro, senza una guida, si avviò verso Roma ed entrò per la porta Esquilina; al mattino era al Foro, dove quella colorita e chiassosa torma di ubriachi destò tanta simpatia che qualcuno provvide a mascherarli, prima che venissero cacciati. Lo scherzo fu talmente gradito che ogni 13 giugno venne consentito di ripetere per le strade della città, in onore di Minerva, quella gran chiassata di flautisti e altri personaggi mascherati.

### Periodo imperiale

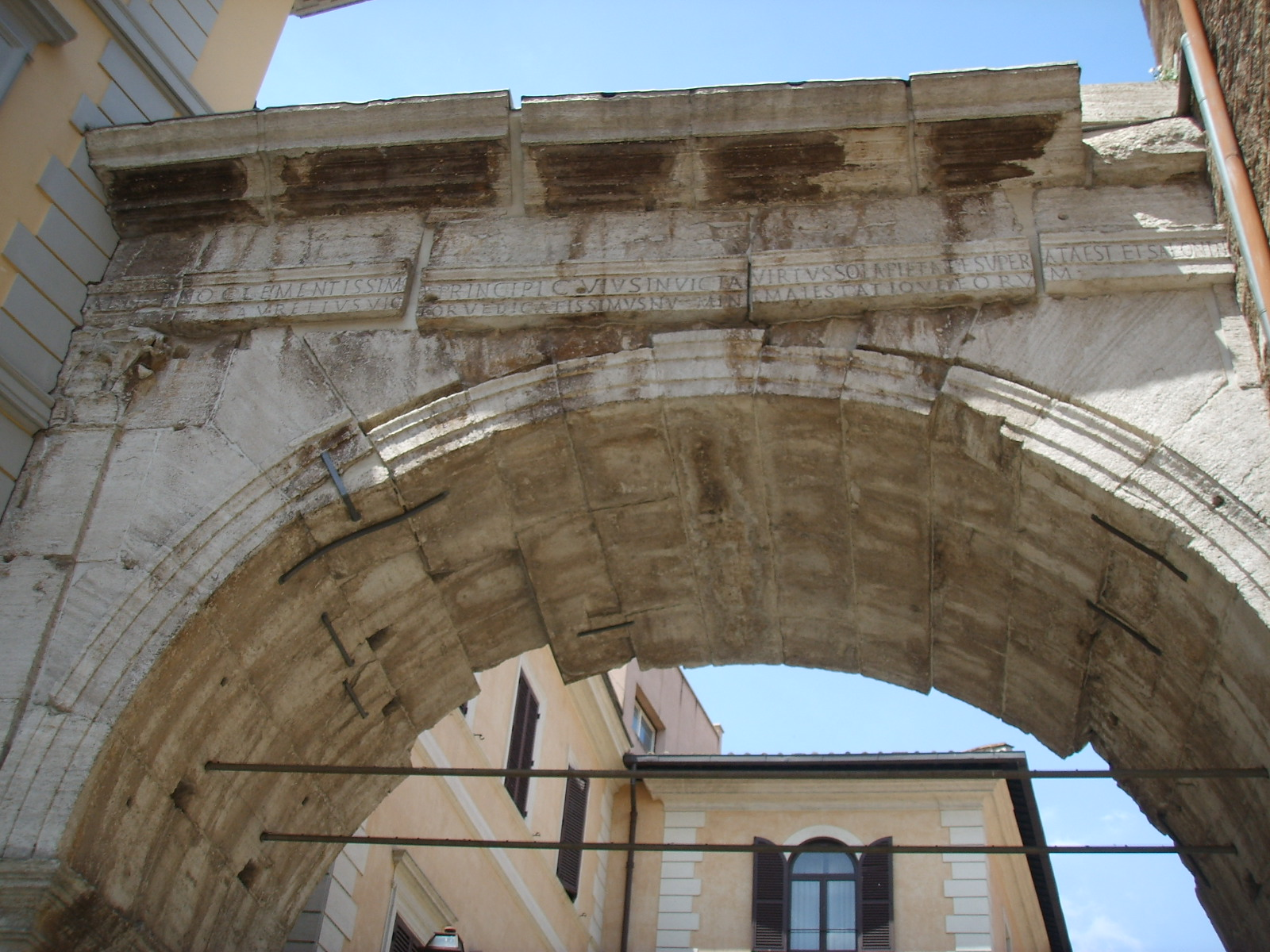
Iscrizione sul lato esterno

Il quartiere che in epoca augustea si sviluppò intorno alla Porta Esquilina era uno tra i più popolosi e movimentati della città: abbandonato il ruolo di cimitero della plebe e interamente bonificato da Mecenate, aveva assunto il nome di Subura ed era attraversato dal popolarissimo e frequentatissimo clivus Suburanus, pieno di botteghe e taverne e luogo rinomato per essere “la via delle prostitute” (come ricorda Marziale), che proseguiva, fuori dalla porta, con la via Labicana (in direzione di Labicum, probabilmente l'odierna Monte Compatri) e la via Prenestina verso Gabii e Praeneste, ora Palestrina). Ma il notevole sviluppo urbanistico, portò anche alla costruzione di ville e case lussuose e splendidi horti (Mecenate si fece costruire qui la sua grandiosa villa, di cui rimangono diversi resti, a cavallo dell'antico aggere serviano che ormai aveva perso definitivamente la sua funzione difensiva).
La porta della cinta serviana, in blocchi di tufo, ampliamento di quella più antica, era a tre fornici. Fu interamente ricostruita in travertino e monumentalizzata da Augusto, che fece apporre sull'attico, nel fornice centrale, un'iscrizione che però non è più leggibile in quanto riporta tracce di evidenti cancellature di epoca successiva.

### Arco di Gallieno

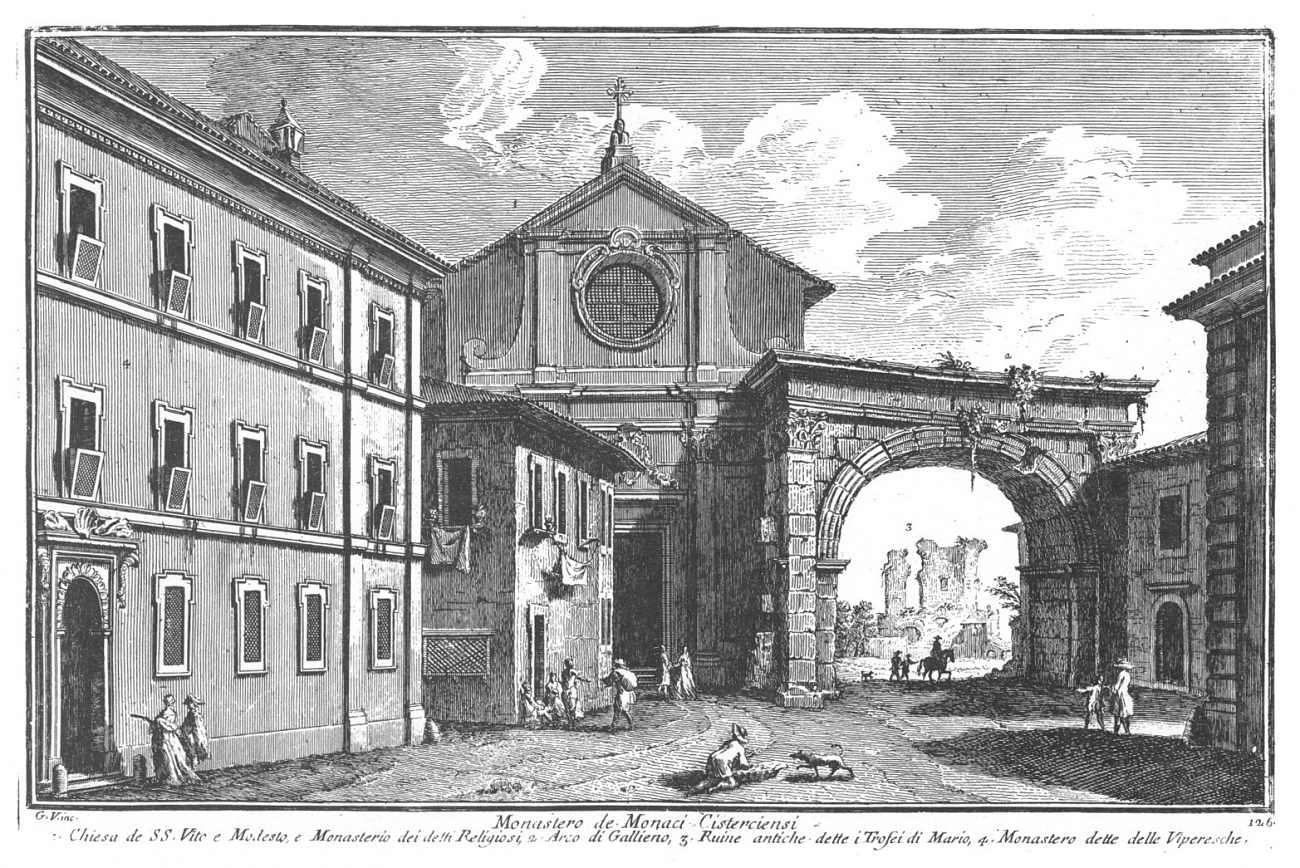
L'arco in una stampa di Giuseppe Vasi (XVIII secolo)

Nella cornice sotto l'attico è invece tuttora visibile l'iscrizione dedicata nel 262 dal prefetto Marco Aurelio Vittore all'imperatore Gallieno (253 – 268) e a sua moglie Cornelia Salonina, in occasione di un restauro. L'iscrizione è di sole due righe: 
(CIL VI, 1106)
Forse si trattava solo di una forma di adulazione per un sovrano dalla personalità molto discussa e contraddittoria, nei confronti del quale anche i giudizi dei contemporanei erano tutt'altro che unanimi, ma l'imperatore doveva passare sotto la Porta Esquilina per raggiungere la sua villa di famiglia, gli Horti Liciniani, e la posizione e il tono dell'iscrizione dovevano sembrare a Vittore quanto mai opportuni.

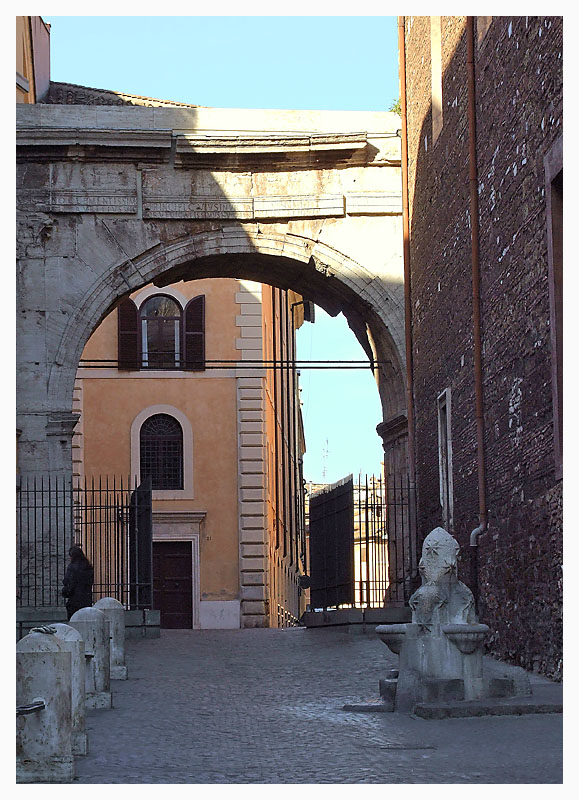
Arco di Gallieno con fontana

I due fornici laterali, più piccoli di quello centrale, furono demoliti nel 1447 per far posto alla chiesa dei Santi Vito e Modesto, tuttora addossata ad un lato dell'unico arco rimasto. La struttura attuale della porta, divenuta ormai Arco di Gallieno, è semplice e austera: di struttura quasi quadrata è ornata solo da cornici e da pilastri corinzi agli angoli.
Fino al 1825 rimasero appese alla porta (e si vedono in alcune incisioni di varie epoche) le due chiavi della Porta Salcicchia di Viterbo, che furono consegnate a Roma in segno di sottomissione e lì rimasero fin dal XIII secolo.